# Nymphargus bejaranoi
Espèce
Synonymes
- Centrolenella bejaranoi Cannatella, 1980
- Cochranella bejaranoi (Cannatella, 1980)

Statut de conservation UICN

 LC  : Préoccupation mineure
Nymphargus bejaranoi est une espèce d'amphibiens de la famille des Centrolenidae.

## Répartition
Cette espèce est endémique de Bolivie. Elle se rencontre dans les départements de Cochabamba, de Chuquisaca, de La Paz et de Santa Cruz de 1 600 à 2 400 m d'altitude sur le versant amazonien de la cordillère Orientale.

## Description
Les mâles mesurent de 23,8 à 24,4 mm.

## Étymologie
Cette espèce est nommée en l'honneur de Gastón Bejarano B..

## Publication originale
- Cannatella, 1980 : Two new species of Centrolenella from Bolivia (Anura: Centrolenidae). Proceedings of the Biological Society of Washington, vol. 93, no 3, p. 714-724 (texte intégral).